# Distretto di Chiang Dao
Chiang Dao (in thai เชียงดาว) è un distretto (Amphoe) nella Provincia di Chiang Mai, situato nel nord della Thailandia. Il suo soprannome è piccola toscana, data la quantità elevata di vini prodotti nella zona.

## Geografia
I distretti confinanti sono quelli di Fang, Chai Prakan, Phrao, Mae Taeng, Pai e Wiang Haeng. A nord confina con lo Stato Shan birmano.
Il santuario naturale di Chang Dao, con oltre 300 specie di uccelli, si trova sulla montagna Doi Chiang Dao.
Il parco nazionale di Pha Daeng è un'altra riserva naturale situata nel distretto.
Il fiume Ping, uno degli affluenti principali del fiume Chao Phraya, ha origine a Doi Thuai, nelle montagne Daen Lao nel distretto di Chang Dao.

## Storia
Chiang Dao era una piccola città-stato (mueang) nella parte settentrionale del Regno di Lanna. Nel XIX secolo divenne un distretto.

## Amministrazione
Il distretto è diviso in 7 sotto-distretti (tambon), che a loro volta sono divisi in 83 villaggi (muban).
| n° | Nome                         | Villaggi | Abitanti |
| -- | ---------------------------- | -------- | -------- |
| 1  | Chiang Dao (เชียงดาว)         | 16       | 15.194   |
| 2  | Mueang Na (เมืองนะ)           | 14       | 31.574   |
| 3  | Mueang Ngai (เมืองงาย)        | 11       | 6.513    |
| 4  | Mae Na (แม่นะ)                | 13       | 9.782    |
| 5  | Mueang Khong (เมืองคอง)       | 6        | 4.244    |
| 6  | Ping Khong (ปิงโค้ง)           | 16       | 11.606   |
| 7  | Thung Khao Phuang (ทุ่งข้าวพวง) | 7        | 9.009    |